# Aart Verstegen
Aart Cornelis Verstegen (Rotterdam, Kralingen, 23 augustus 1920 - Vreeland, 11 mei 1998) was een Nederlandse balletdanser en choreograaf.

## Familie
Hij was zoon van Clasina Elizabeth van Eijk en advocaat-procureur Aart Johannes Verstegen. Hijzelf was sinds 1941 getrouwd met de Amsterdamse Marianne Maschmeijer (1918-2012), ontwerpster van danskostuums en nazaat van kunstverzamelaar August Maschmeijer. Het echtpaar had in 1977 drie kinderen en twee kleinkinderen.

## Dansen
Zijn basisopleiding bestond uit een afgekapte Hogereburgerschool (hij was te beweeglijk) en een elektrotechnische opleiding. Toen hij ongeveer twaalf jaar was zag hij Johan Buziau op het podium bewegen en wilde dat ook.
Hij kreeg, eenmaal verhuisd naar Haarlem, zijn dansopleiding in het “bewegingingskoor” van Els Keezer (danste vanaf 1940 ook in haar gezelschap). Hij kon tijdens de Tweede Wereldoorlog door dansen totdat in 1942 de Kultuurkamer en bijbehorende arisering daar een eind aan maakte. In die dagen stond hij nog op podia met Albert Mol. Al in de oorlog volgden lessen bij Sonia Gaskell. Hij ging vervolgens dansen bij De Vijf Kunsten, Ballet van Kurt Jooss (1947-1948), London Metropolitan Ballet (1948-1949), Norsk Ballet (1949-1951), Düsseldorf Ballet (Yvonne Georgi, 1951-1953), Ballet Recital (van Gaskell) overgaand in Nederlands Ballet (1953-1959) en het Nederlands Danstheater (1953-). 
Hij danste niet alleen bij het Nederlands Danstheater; hij was er ook mededirecteur met Carel Birnie. Hij was medeoprichter van het Scapino Ballet, voortkomend uit De Vijf Kunsten. Hij zou er danser zijn tot 1953; keerde daar in 1970 bij terug, nu als artistiek leider en directeur, samen met Armand Navarro en Joch Uittien. Samen professionaliseren zij dat ballet, maar nam in 1974 afscheid. Voor zijn activiteiten in de danswereld werd hij in 1971 benoemd tot ridder in de Orde van Oranje-Nassau.
In de jaren vijftig van de 20e eeuw adviseerde hij de instelling van een dansopleiding aan het Haags conservatorium, die daadwerkelijk in het seizoen 1956/1957 van start ging. 

## Meubelmaken
Tijdens de periode van stilstand in de Tweede Wereldoorlog leerde hij van een vriend meubels maken. Hij maakte naar eigen zeggen schuilplaatsen voor onderduikers. Hij werd daarvoor nog opgepakt, maar tot maatregelen kwam het niet; de Duitse bezetter kreeg onvoldoende bewijs en vader was advocaat. In 1942 zag hij zich verder zodanig onder druk gezet dat hij een loyaliteitsverklaring ondertekende en kon gaan dansen in Leipzig, totdat de bombardementen daar na nog geen half jaar weer een eind aan maakten. Toen hij zich in 1977 terugtrok, keerde hij zich (weer) tot meubelen restaureren.